# 那小子真帅

小说封面

《那小子真帅》是韩国女作家可爱淘撰写的网络小说，后来改编成电影和电视剧。

## 主要人物
- 韩千穗：小说中的女主人公。
- 智银圣：小说中的男主人公。
- 希灿：金哲凝的女朋友，韩千穗的死党。
- 金哲凝：银圣的小跟班。
- 金晓光：暗戀银圣，是千金大小姐。
- 王丽娜：金晓光的死党。
- 贤城：银圣的小跟班，暗戀金晓光。